# Matilde Vitillo
Matilde Vitillo (* 8. März 2001 in Asti) ist eine italienische Radsportlerin, die auf Bahn und Straße aktiv ist.

## Sportlicher Werdegang
2019 wurde Matile Vitillo gemeinsam mit Giorgia Catarzi, Eleonora Gasparrini, Sofia Collinelli und Camilla Alessio Junioren-Weltmeisterin in Frankfurt (Oder) in der Mannschaftsverfolgung. Bei den Junioren-Europameisterschaften auf der Bahn gewann sie das Punktefahren. 2021 erhielt sie einen Vertrag beim Team BePink.
2022 errang Vitillo bei den U23-Europameisterschaften zwei Titel, einen im Zweier-Mannschaftsfahren (mit Silvia Zanardi), den anderen mit Silvia Zanardi, Vittoria Guazzini und Eleonora Gasparrini in der Mannschaftsverfolgung. Im selben Jahr entschied sie, nach Fotofinish vor der Niederländerin Nina Buysman eine Etappe der Vuelta a Burgos Feminas für sich. Bei den U23-Europameisterschaften errang sie mit Valentina Basilico, Sofia Collinelli und Sara Fiorin die Bronzemedaille in der Mannschaftsverfolgung. Im selben Jahr wurde sie italienische Vize-Meisterin im Einzelzeitfahren.

## Erfolge

### Bahn
2019
- Junioren-Weltmeisterin – Mannschaftsverfolgung (mit Giorgia Catarzi, Eleonora Gasparrini, Sofia Collinelli und Camilla Alessio)
- Junioren-Europameisterin – Punktefahren

2022
- U23-Europameisterin – Zweier-Mannschaftsfahren (mit Silvia Zanardi), Mannschaftsverfolgung (mit Silvia Zanardi, Vittoria Guazzini und Eleonora Gasparrini)

2023
- U23-Europameisterschaft – Mannschaftsverfolgung (mit Valentina Basilico, Sofia Collinelli und Sara Fiorin)

### Straße
2022
- eine Etappe Vuelta a Burgos Feminas

2025
- Giro dell’Appennino Donne